# Emil Cimura
Emil Cimura (ur. 28 stycznia 1897 w Winnikach, zm. 1 września 1977 w Krakowie) – major piechoty Wojska Polskiego II RP i pułkownik ludowego Wojska Polskiego.

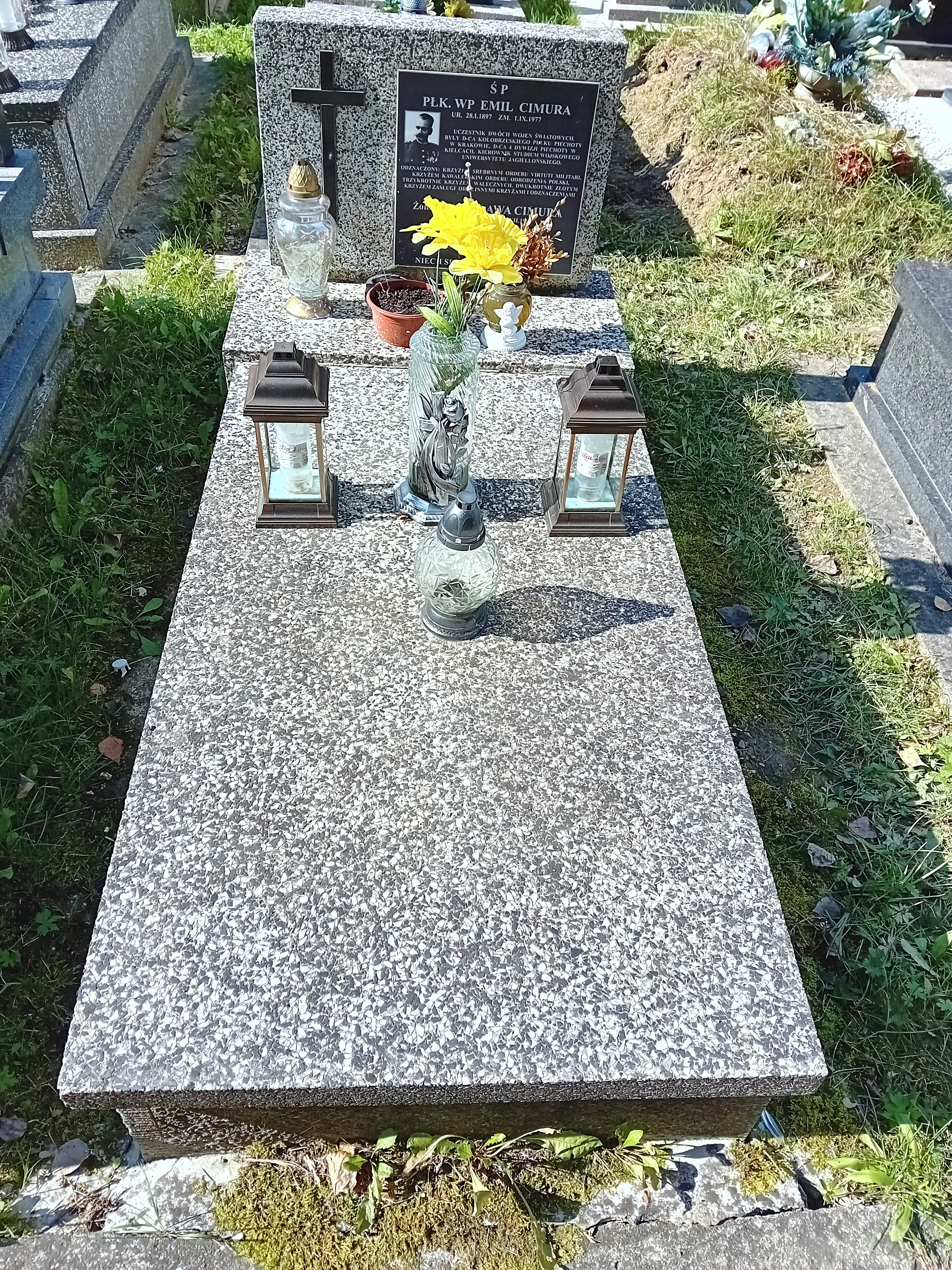
Nagrobek Emila Cimury

## Życiorys
Urodził się 28 stycznia 1897 w Winnikach, w rodzinie Jana i Marii. Miał brata Franciszka (ur. 1887), porucznika rezerwy Wojska Polskiego II RP. Przed 1914 był uczniem gimnazjum.
Po wybuchu I wojny światowej wstąpił do Legionów Polskich. Służył w 12 kompanii 6 pułku piechoty w składzie III Brygady od 1 sierpnia 1914. Po odzyskaniu przez Polskę niepodległości został przyjęty do Wojska Polskiego. Ukończył klasę 30. w Szkole Podchorążych Piechoty od 25 maja do 18 sierpnia 1920. 1 sierpnia 1920 został awansowany na stopień podporucznika piechoty ze starszeństwem z dniem 1 czerwca 1919. Brał udział w wojnie polsko-bolszewickiej szeregach batalionu zapasowego 60 pułku piechoty.
1 sierpnia 1921 awansowany na porucznika piechoty ze starszeństwem z dniem 1 czerwca 1919. Na początku lat 20. był oficerem zawodowym w 81 pułku Strzelców Grodzieńskich w garnizonie Grodno. W lipcu 1925 został przeniesiony do 40 pułku piechoty we Lwowie. Od 1 marca 1931 służył w Szkole Podchorążych Piechoty w garnizonie Ostrów Mazowiecka i w jej kadrze pozostawał do końca lat 30.. Został awansowany na stopień kapitana piechoty ze starszeństwem z dniem 1 stycznia 1932. W SPP pełnił funkcje instruktora i dowódcy plutonu kompanii szkolnej, a od 1935 do 1939 był dowódcą 2 kompanii szkolnej. Na stopień majora został mianowany ze starszeństwem z 19 marca 1939 i 69. lokatą w korpusie oficerów piechoty.
Po wybuchu II wojny światowej w 1939 od początku kampanii wrześniowej pełnił funkcję dowódcy I batalionu (na bazie Szkoły Podchorążych Piechoty) w składzie 116 pułku piechoty. Został ciężko ranny w bojach nad rzeką Narew 12 września 1939. Został wzięty przez Niemców do niewoli.
W 1945 został oficerem ludowego Wojska Polskiego. W stopniu podpułkownika służył w 32 Budziszyńskim pułku piechoty, w szeregach którego pełnił funkcję dowódcy II batalionu od 7 czerwca 1945. Po zakończeniu wojny w pierwszych latach Polski Ludowej sprawował stanowiska: zastępcy dowódcy 34 pułku piechoty, dowódcy 16 Kołobrzeskiego pułku piechoty w Krakowie od 10 października 1947, a później dowódcy 2 Warszawskiej Dywizji Piechoty w garnizonie Częstochowa od 25 września 1949 do 20 czerwca 1950. Został awansowany na stopień pułkownika. Później był kierownikiem Studium Wojskowego przy Uniwersytecie Jagiellońskim. Przez wiele lat był kierownikiem Spółdzielni Pracy „Ton” w Krakowie.
Był żonaty, miał syna.
Zmarł po długiej chorobie 1 września 1977 w Krakowie, pochowany 7 września 1977 na cmentarzu wojskowym przy ul. Prandoty w Krakowie (kwatera 10a wojskowa-4-7). 

## Ordery i odznaczenia
- Order Krzyża Grunwaldu III klasy (1946)
- Krzyż Srebrny Orderu Virtuti Militari (17 grudnia 1946)[20]
- Krzyż Niepodległości (24 października 1931)[21]
- Krzyż Walecznych (trzykrotnie: przed 1932)[12]
- Złoty Krzyż Zasługi (16 września 1947)[22]
- Srebrny Krzyż Zasługi (dwukrotnie: po raz pierwszy przed 1939[14], po raz drugi w PRL[1])